# Joe Morello

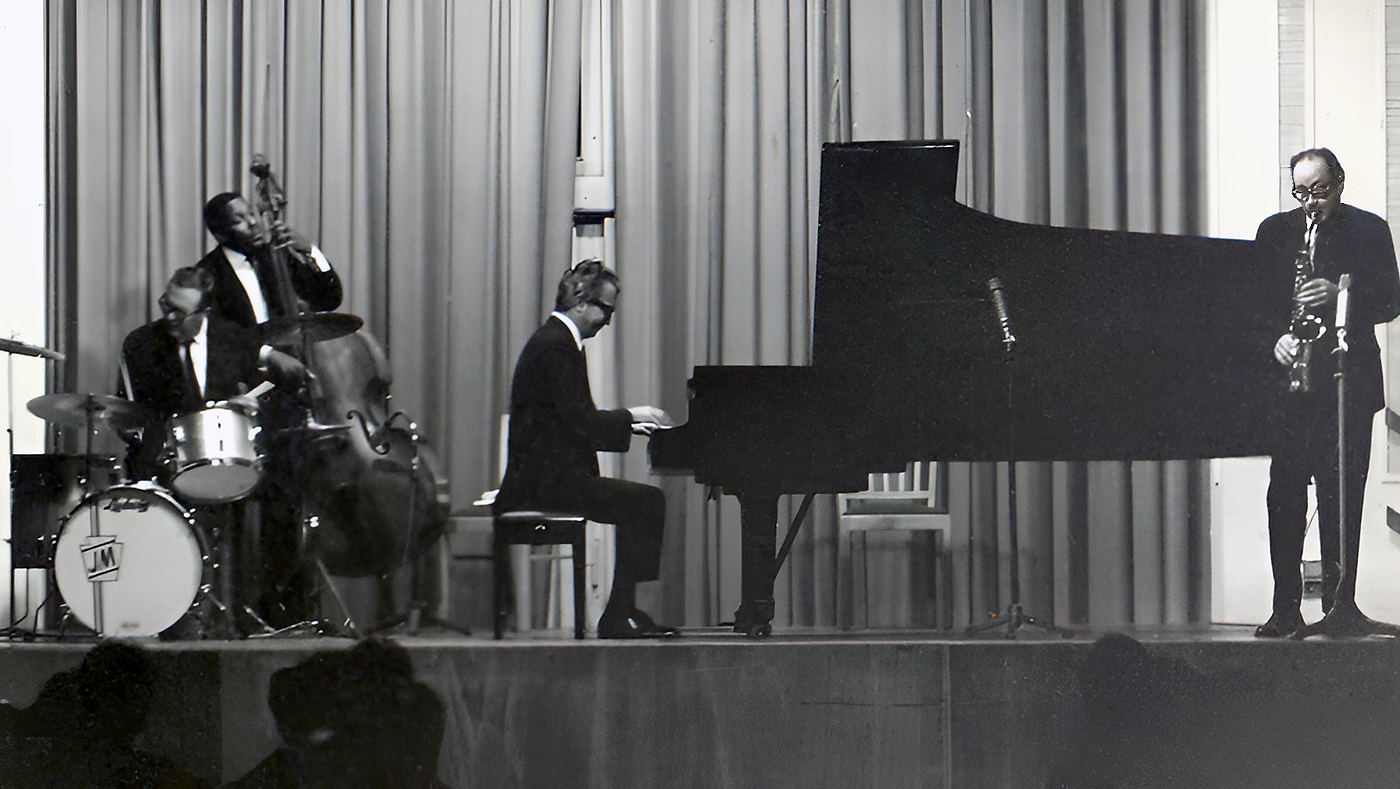
The Dave Brubeck Quartet 1967.

Joseph "Joe" Morello, född 17 juli 1928 i Springfield i Massachusetts, död 12 mars 2011 i Irvington i New Jersey, var en amerikansk jazztrummis, kanske mest känd för sitt medlemskap i The Dave Brubeck Quartet i dryga tolv år. Han var också känd för sina ovanliga taktarter som gruppen använde sig av i låtar som Take Five och Blue Rondo à la Turk.
Morello led av nedsatt synförmåga sedan födseln, och ägnade sig mest åt inomhusaktiviteter. Vid sex års ålder började han spela violin och tre år senare var han solist med Boston Symphony Orchestra då han spelade Mendelssohns Violin Concerto, och gjorde det igen tre år efter det.
När han var 15 år mötte Morello violinisten Jascha Heifetz och beslutade sig om att han aldrig skulle bli lika skicklig att kunna spela likadant som Heifetz, så han bytte till trummor. Han var först lärling hos Joe Sefcik och senare George Lawrence Stone, författare till musikboken Stick Control for the Snare Drummer. Stone var så imponerad av Morellos idéer att han infogade dem i sin nästa bok, Accents & Rebounds, som är tillägnad Morello. Senare studerade Morello med Radio City Music Hall-percussionisten Billy Gladstone.
Efter att ha flyttat New York arbetade Morello med ett antal kända jazzmusiker inklusive Johnny Smith, Tal Farlow, Stan Kenton, Phil Woods, Sal Salvador, Marian McPartland, Jay McShann, Art Pepper och Howard McGhee. Efter att han en tid spelat med McPartland's Trio Morello avböjde han inbjudan att spela med både Benny Goodman och Tommy Dorseys band för att istället åka ut på en två månaders turné med Dave Brubeck Quartet år 1955. Dock stannade Morello kvar för att spela med Brubeck i över ett decennium, ända till 1968. Morello blev senare en eftertraktad lärare och bandledare vars elever inkluderar Max Weinberg och Rich Galichon.
Under sin karriär har Morello medverkat på över 120 album. Han har skrivit flera trumböcker inklusive Master Studies, publicerad av Modern Drummer Publications, och har gjort en instruktionsvideo för Hot Licks vid namn The Natural Approach to Technique. Morello har under åren blivit tilldelad ett flertal priser och blev vald till Modern Drummer Magazine's Hall of Fame år 1988.